# Gustaaf Mus
Gustaaf Mus (Dudzele, 17 juli 1891 – Gent, 11 augustus 1916) was een Belgische spion die voor het vuurpeloton is gestorven.
Mus was de jongste in een gezin van zeven kinderen. Zijn moeder Nathalie dreef een winkel/herberg en zijn vader Michiel Mus was kleermaker. Mus was een begenadigd wielrenner die op de piste zelfs tot de profs behoorde. Hij ging bij de Rijkswacht en was bij het uitbreken van de Eerste Wereldoorlog wachtmeester te paard. In de eerste oorlogsmaanden opereerde hij rond de frontlijn en viel hij in een Duitse hinderlaag te Landskouter (11 oktober). Hij belandde in een Engels ziekenhuis voor verzorging. Na zijn herstel gaf hij zich op bij majoor Mage voor de Belgische militaire inlichtingsdienst. Hij trad in dienst op 2 mei 1915 en keerde via Nederland terug naar het bezette België. Daar voegde hij zich bij een spionagenetwerk dat later de naam Ambulants et Gendarmes kreeg. Onder zijn invloed groeide het uit tot een operatie waarbij zo'n 120 personen betrokken waren. Ze smokkelden documenten via café In den handboog (Schelderode) over de grens tussen Zelzate en Sas van Gent naar het Belgische consulaat in Vlissingen, van waar ze hun weg vonden naar de Generale Staf in Folkestone. Ook sabotage behoorde tot hun activiteiten (ontregelen van spoorsignalisatie en doen ontsporen van treinen). Zelf had Mus de leiding over Oost- en West-Vlaanderen, zijn broer François Mus (1887-1916) had Brabant en Henegouwen onder zijn hoede, en zijn andere broer, Pierre Mus, was verbindingsagent.
Mus had een uitvalsbasis in de onderpastorij van Octaaf De Clercq te Sint-Amandsberg. Daar werd hij op 30 maart 1916 aangehouden. Hij kon ontkomen, maar werd 's anderendaags opnieuw gevat op de Korenmarkt, waar hij had afgesproken met een van zijn koeriers. Hij werd opgesloten in de gevangenis van Gent en gefolterd. Ook vele andere kopstukken werden opgepakt, verklikt door een medekoerier. Na een kort proces kreeg hij de doodstraf wegens verspieding. De executie vond plaats op 11 augustus in de gemeentelijke schietbaan van Gent. Daags voordien had hij een afscheidsbrief aan zijn moeder geschreven, geciteerd door Virginie Loveling in haar dagboek.